# Pachnobia partita
Pachnobia partita là một loài bướm đêm trong họ Noctuidae.